# 블러썸픽쳐스
블러썸픽쳐스(영어: Blossom Pictures)는 대한민국의 영화 제작사이다. 대표이사는 이순규이다.

## 영화 제작
- 대립군
- 암수살인